# Костина Петро Якович
Петро Якович Костина (7 листопада 1925, село Насташка, тепер Рокитнянська селищна громада Білоцерківського району Київської області — 16 листопада 1987, місто Київ) — радянський діяч, фахівець у галузі машинобудування, директор Київського заводу імені Лепсе, директор Київського машинобудівного заводу «Більшовик».

## Життєпис
Народився в селянській родині.
З 1943 року — в Радянській армії, учасник німецко-радянської війни. Служив у 294-му стрілецькому полку 184-ї стрілецької дивізії.
У 1951 році закінчив Київський державний політехнічний інститут.
У 1951—1958 роках — конструктор, начальник механіко-складального цеху та начальник виробництва Київського заводу верстатів-автоматів.
Член КПРС.
У 1958—1962 роках — директор Київського заводу імені Лепсе.
У березні 1962 — 1963 року — 1-й заступник голови Ради народного господарства (раднаргоспу) Львівського економічного адміністративного району.
У 1963—1965 роках — начальник управління автотракторного і сільськогосподарського машинобудування Ради народного господарства (раднаргоспу) Київського економічного району.
У 1965—1974 роках — директор Київського машинобудівного заводу «Більшовик». Одночасно в 1970—1974 роках — генеральний директор Київського науково-виробничого об'єднання полімерного машинобудування «Більшовик».
У 1974 — 16 листопада 1987 року — начальник цеху, заступник генерального директора Київського авіаційного виробничого об'єднання імені 50-річчя Жовтня (потім — імені Антонова).
Приділяв значну увагу розбудові та економічному розвитку очолюваних ним підприємств, механізації та автоматизації виробничих процесів, розробленню і впровадженню новітніх технологій, нової техніки, розвитку соціальної сфери.
Помер 16 листопада 1987 року в Києві.

## Звання
- старший сержант

## Нагороди
- орден Вітчизняної війни І ст. (6.04.1985)
- медаль «За відвагу» (6.11.1947)
- медалі